# Liste des formations de musique classique

## Ensembles spécialisés
- Liste d'ensembles de musique médiévale
- Liste d'ensembles spécialisés dans la musique de la Renaissance
- Liste d'ensembles de musique baroque

## Ensembles demusique de chambre
- Liste de duos de piano classique
- Liste de quatuors à cordes
- Liste d'orchestres de chambre

## Orchestres symphoniques
- Liste d'orchestres symphoniques
- Liste d'orchestres radiophoniques
- Liste d'orchestres de jeunes